# USS Pompon (SS-267)
USS Pompon (SS/SSR-267) là một tàu ngầm lớp Gato từng phục vụ cùng Hải quân Hoa Kỳ trong Chiến tranh Thế giới thứ hai. Nó là chiếc tàu chiến duy nhất của Hải quân Hoa Kỳ được đặt cái tên này, theo tên loài cá vàng Pompon. Nó đã phục vụ trong suốt Thế chiến II, thực hiện tổng cộng chín chuyến tuần tra, đánh chìm ba tàu Nhật Bản với tổng tải trọng 8.772 tấn. Được cho ngừng hoạt động sau khi xung đột chấm dứt vào năm 1946, nó được huy động trở lại để tiếp tục phục vụ trong giai đoạn Chiến tranh Lạnh từ năm 1953 đến năm 1960, được xếp lại lớp như một tàu ngầm cột mốc radar SSR-267, và cuối cùng bị bán để tháo dỡ vào năm 1960. Pompon được tặng thưởng bốn Ngôi sao Chiến trận do thành tích phục vụ trong Thế Chiến II.

## Thiết kế và chế tạo
Lớp tàu ngầm Gato được thiết kế cho mục đích một tàu ngầm hạm đội nhằm có tốc độ trên mặt nước cao, tầm hoạt động xa và vũ khí mạnh để tháp tùng hạm đội chiến trận. Con tàu dài 311 ft 9 in (95,02 m) và có trọng lượng choán nước 1.525 tấn Anh (1.549 t) khi nổi và 2.424 tấn Anh (2.463 t) khi lặn. Chúng trang bị động cơ diesel dẫn động máy phát điện để cung cấp điện năng cho bốn động cơ điện, đạt được công suất 5.400 shp (4.000 kW) khi nổi và 2.740 shp (2.040 kW) khi lặn, cho phép đạt tốc độ tối đa 21 hải lý trên giờ (39 km/h) và 9 hải lý trên giờ (17 km/h) tương ứng. Tầm xa hoạt động là 11.000 hải lý (20.000 km) khi đi trên mặt nước ở tốc độ 10 hải lý trên giờ (19 km/h) và có thể hoạt động kéo dài đến 75 ngày và lặn được sâu tối đa 300 ft (90 m).
Lớp tàu ngầm Gato được trang bị mười ống phóng ngư lôi 21 in (530 mm), gồm sáu ống trước mũi và bốn ống phía phía đuôi tàu, chúng mang theo tối đa 24 quả ngư lôi. Vũ khí trên boong tàu gồm một hải pháo 3 inch/50 caliber, và thường được tăng cường một khẩu pháo phòng không Bofors 40 mm nòng đơn và một khẩu đội Oerlikon 20 mm nòng đôi, kèm theo súng máy .50 caliber và .30 caliber. Tiện nghi cho thủy thủ đoàn bao gồm điều hòa không khí, thực phẩm trữ lạnh, máy lọc nước, máy giặt và giường ngủ cho hầu hết mọi người, giúp họ chịu đựng cái nóng nhiệt đới tại Thái Bình Dương cùng những chuyến tuần tra kéo dài đến hai tháng rưỡi.
Pompon được đặt lườn tại xưởng tàu của hãng Manitowoc Shipbuilding Company ở Manitowoc, Wisconsin vào ngày 26 tháng 11, 1941. Nó được hạ thủy vào ngày 15 tháng 8, 1942, được đỡ đầu bởi cô Katherine Mary Wolleson, và được cho nhập biên chế cùng Hải quân Hoa Kỳ vào ngày 17 tháng 3, 1943 dưới quyền chỉ huy của Hạm trưởng, Thiếu tá Hải quân Earle Clifford Hawk.

## Lịch sử hoạt động

### 1943
Vào ngày 5 tháng 4, 1943, Pompon được chất lên một sà lan để được kéo dọc theo sông Mississippi từ Manitowoc đến New Orleans, Louisiana, nơi nó được tiếp tục trang bị hoàn thiện trước đưa đi vào hoạt động. Sau khi hoàn tất việc chạy thử máy huấn luyện tại khu vực vịnh Mexico, chiếc tàu ngầm chuẩn bị để được điều động sang khu vực Mặt trận Thái Bình Dương. Nó băng qua kênh đào Panama và đi đến Brisbane, Australia.

#### Chuyến tuần tra thứ nhất
Khởi hành từ Brisbane vào ngày 10 tháng 7, cho chuyến tuần tra đầu tiên tại khu vực Truk, Pompon bị một tàu ngầm Nhật Bản tấn công với hai quả ngư lôi sượt qua trước mũi tàu. Nó cùng các tàu ngầm khác hình thành nên một hàng trinh sát hỗ trợ cho hoạt động của Đệ Thất hạm đội. Đến ngày 25 tháng 7, nó tấn công một đoàn tàu vận tải, đánh chìm chiếc tàu chở hàng Thames Maru (5.871 tấn) đồng thời gây hư hại cho hai chiếc khác. Nó kết thúc chuyến tuần tra khi quay trở về Brisbane vào ngày 22 tháng 8.

#### Chuyến tuần tra thứ hai
Trong chuyến tuần tra thứ hai xuất phát từ Brisbane vào ngày 12 tháng 9, trên đường đi sang khu vực tuần tra tại biển Đông về phía Bắc Singapore, Pompon bị bắn nhầm bởi một tàu liberty bạn, nhưng may mắn do khoảng cách xa nên không gây hư hại. Sau nhiều lượt tấn công bất thành và lại suýt trúng ngư lôi từ một tàu ngầm đối phương, nó quay trở về Fremantle, Australia vào ngày 5 tháng 11 để được tiếp liệu.

#### Chuyến tuần tra thứ ba
Trong chuyến tuần tra thứ ba từ ngày 29 tháng 11, 1943 đến ngày 28 tháng 1, 1944 ngoài khơi bờ biển Đông Dương thuộc Pháp, Pompon băng qua eo biển Balabac nơi nó đánh chìm hai tàu đánh cá trang bị vô tuyến bằng hải pháo, rồi rải thủy lôi tại vùng biển phía Tây Nam Nam Kỳ trước khi tiếp tục tuần tra trong năm ngày tại khu vực biển Celebes. Nó quay trở về Darwin, Lãnh thổ Bắc Úc, Australia để được tiếp nhiên liệu và tái trang bị.

### 1944

#### Chuyến tuần tra thứ tư
Lên đường vào ngày 22 tháng 2 cho chuyến tuần tra thứ tư, Pompon hoạt động tại khu vực phụ cận đảo Halmahera về phía Đông Đông Ấn thuộc Hà Lan. Nó đã tấn công ba tàu hộ tống nhỏ của Nhật Bản, nhưng các quả ngư lôi phóng ra đều đi bên dưới mục tiêu. Trong một dịp khác, khi tiếp cận một đối tượng, chiếc tàu ngầm đã bỏ qua không tấn công một tàu bệnh viện. Không tìm thấy mục tiêu nào khác, chiếc tàu ngầm rút lui về Trân Châu Cảng ngang qua Midway, đến nơi vào ngày 10 tháng 4.

#### Chuyến tuần tra thứ năm
Sau khi được tái trang bị và huấn luyện tại Trân Châu Cảng, Pompon lên đường vào ngày 6 tháng 5 cho chuyến tuần tra thứ năm ngoài khơi bờ biển các đảo Kyūshū, Shikoku và Honshū. Vào ngày 30 tháng 5, nó phát hiện và tấn công một tàu chở hàng nhỏ ngoài khơi Muroto, Kōchi, quả ngư lôi đánh trúng giữa tàu đã khiến Shiga Maru (742 tấn) vỡ làm đôi và chìm ngay lập tức. Trong suốt bảy giờ tiếp theo chiếc tàu ngầm trở thành mục tiêu săn đuổi của năm tàu hộ tống và máy bay tuần tra đối phương, nhưng nó đã lặn sâu và thoát được. Sau khi canh phòng lối ra vào vịnh Tokyo hỗ trợ cho cuộc đổ bộ lên Saipan thuộc quần đảo Mariana, chiếc tàu ngầm quay trở về Midway vào ngày 25 tháng 6.

#### Chuyến tuần tra thứ sáu
Lên đường vào ngày 19 tháng 7 cho chuyến tuần tra thứ sáu tại khu vực bờ biển phía Đông đảo Honshū cho đến vùng biển Okhotsk, Pompon đã đánh chìm một tàu đánh cá 300 tấn bằng hải pháo. Khi phát hiện một đoàn tàu vận tải ngoài khơi bờ biển đảo Sakhalin vào ngày 12 tháng 8, nó tiến hành đợt tấn công ban đêm bằng ngư lôi, gây hư hại cho một tàu chở dầu khoảng 8.000 tấn với hai quả ngư lôi, đánh chìm tàu vận tải Mikage Maru số 20 (2.718 tấn), và đánh trúng một quả ngư lôi vào một trong các tàu hộ tống. Trong trận này chiếc tàu ngầm suýt bị đánh trúng bởi ngư lôi của chính nó, khi quả ngư lôi phóng ra chạy vòng quanh và suýt trúng đuôi tàu. Nó cũng bị đối phương phản công quyết liệt bằng hải pháo và mìn sâu, nhưng đã thoát đực mà không bị hư hại. Sau khi quay trở về Trân Châu Cảng vào ngày 3 tháng 9, nó tiếp tục đi về vùng bờ Tây, và được đại tu và hiện đại hóa tại Xưởng hải quân Mare Island ở San Francisco; công việc hoàn tất vào ngày 13 tháng 12.

### 1945

#### Chuyến tuần tra thứ bảy
Trên đường hướng sang Majuro thuộc quần đảo Marshall, Pompon đã cứu vớt một người Philippines bị trôi nổi trên biển trên một xuồng máy bị hỏng trong suốt 45 ngày. Nó khởi hành từ Majuro vào ngày 6 tháng 1, 1945 trong thành phần một đội tấn công phối hợp "Bầy sói" để tuần tra chuyến thứ bảy tại khu vực Hoàng Hải. Vào ngày 28 tháng 1, nó phát hiện một đoàn ba tàu buôn được bốn tàu hộ tống bảo vệ, và đã phối hợp tấn công cùng tàu ngầm Spadefish (SS-411). Nó đã hai lượt tìm các tiếp cận để tấn công vào ban đêm, nhưng đều bị các tàu hộ tống phát hiện và ngăn chặn bằng hải pháo và mìn sâu; tận dụng cơ hội không bị chú ý, Spadefish xâm nhập vào giữa đoàn tàu đối phương, đánh chìm được hai tàu buôn cùng một tàu hộ tống. Sang ngày hôm sau Pompon gặp trục trặc nắp cửa tháp chỉ huy khi chuẩn bị lặn xuống, khiến bị ngập nước một phần phòng chỉ huy và ngập hoàn toàn phòng bơm. Nó buộc phải quay trở về Midway để sửa chữa, đến nơi vào ngày 11 tháng 2.

#### Chuyến tuần tra thứ tám và thứ chín
Sau khi hoàn tất việc sửa chữa, Pompon rời Midway vào ngày 30 tháng 3 cho chuyến tuần tra thứ tám dọc theo bờ biển Trung Quốc và Đài Loan. Mục tiêu tiềm năng vào lúc này đã trở nên hiếm hoi, nên nó chỉ bắt gặp một thuyền buồm, một tàu bệnh viện và 106 lượt máy bay tuần tra. Nó tiếp nhận từ tàu ngầm chị em Ray (SS-271) mười thành viên đội bay một thủy phi cơ Martin PBM Mariner bị rơi trên biển để đưa họ đến Guam, đến nơi vào ngày 24 tháng 5, nơi nó kết thúc chuyến tuần tra.
Trong chuyến tuần tra thứ chín, cũng là chuyến cuối cùng, từ ngày 18 tháng 6 đến ngày 22 tháng 7, Pompon hoạt động tìm kiếm và giải cứu tại khu vực Truk phục vụ cho các chiến dịch không kích. Nó không bắt gặp mục tiêu nào và cũng không gặp máy bay nào bị rơi. Con tàu đang ở lại Guam khi Nhật Bản chấp nhận đầu hàng vào ngày 15 tháng 8, giúp chấm dứt vĩnh viễn cuộc xung đột. Nó bắt đầu hành trình quay trở về nhà từ ngày 22 tháng 8, băng qua kênh đào Panama và đi đến New Orleans vào ngày 19 tháng 9. Nó được cho xuất biên chế tại Căn cứ Tàu ngầm Hải quân New London ở New London, Connecticut vào ngày 11 tháng 5, 1946, và được đưa về Hạm đội Dự bị Đại Tây Dương.

### 1953 - 1959
Sau khi được xếp lại lớp như một "tàu ngầm cột mốc radar" và mang ký hiệu lườn mới SSR-267 vào ngày 11 tháng 12, 1951, Pompon được đại tu và nâng cấp trước khi nhập biên chế trở lại vào ngày  15 tháng 6, 1953. Nó tiến hành chạy thử máy và huấn luyện tại khu vực vịnh Guantánamo, trước khi chuyển đến cảng nhà mới tại Norfolk, Virginia. Đến tháng 11, nó lên đường cho một lượt biệt phái hoạt động cùng Đệ Lục hạm đội tại khu vực Địa Trung Hải cho đến ngày 4 tháng 2, 1954. Sang tháng 1, 1955, nó khởi hành từ Virginia Capes để hoạt động thực hành tại vùng biển Caribe, rồi quay trở về vào tháng 3. Chiếc tàu ngầm lại có một lượt hoạt động khác tại khu vực Caribe trong tháng 2, 1956, và lại được phái sang hoạt động tại Địa Trung Hải từ ngày 6 tháng 7 đến ngày 3 tháng 10.
Trong tháng 9 và tháng 10, 1957, Pompon tham gia vào cuộc Tập trận Strikeback quy mô lớn trong khuôn khổ Khối NATO, khi nó có dịp viếng thăm sông Clyde, Scotland; Le Havre, Pháp; và Portland, Anh. Khi quay trở về Hoa Kỳ, nó tiếp tục hoạt động dọc bờ biển Đại Tây Dương và vùng biển Caribe cho đến ngày 17 tháng 6, 1958, khi con tàu được phái sang hoạt động tại Địa Trung Hải lần sau cùng cho đến tháng 9. Sau khi quay trở về, nó tiếp tục hoạt động tại vùng bờ Đông, cho đến khi được cho xuất biên chế lần sau cùng vào ngày 2 tháng 2, 1959, và được đưa về thành phần dự bị tại Charleston, South Carolina. Tên nó được cho rút khỏi danh sách Đăng bạ Hải quân vào ngày 1 tháng 4, 1960, và con tàu bị bán cho hãng Commercial Metals Co. để tháo dỡ vào ngày 25 tháng 11, 1960.

## Phần thưởng
Pompon được tặng thưởng danh hiệu bốn Ngôi sao Chiến trận do thành tích phục vụ trong Thế Chiến II. Nó được ghi công đã đánh chìm ba tàu Nhật Bản với tổng tải trọng 8.772 tấn.
|  |                                                       |  |
|  | Bronze star · Bronze star · Bronze star · Bronze star |  |

| Dãi băng Hoạt động Tác chiến  |                                                                         |                                      |
| Huân chương Chiến dịch Hoa Kỳ | Huân chương Chiến dịch Châu Á-Thái Bình Dương với 4 Ngôi sao Chiến trận | Huân chương Chiến thắng Thế Chiến II |